# Niels Hansen Jacobsen
Niels Hansen Jacobsen (10 septembre 1861 - 26 novembre 1941) est un sculpteur et céramiste danois. Il est surtout connu pour avoir créé une sculpture qui a été controversée, Trold, der vejrer kristenblod (Troll qui flaire la chair de chrétiens). Le nom de la statue est tiré d'une histoire du folklore nordique dans laquelle le héros se cache dans le château d'un troll. Par la suite, chaque fois que le troll entre dans le château, il crie: "Je sens le sang d'un chrétien!",.

## Biographie

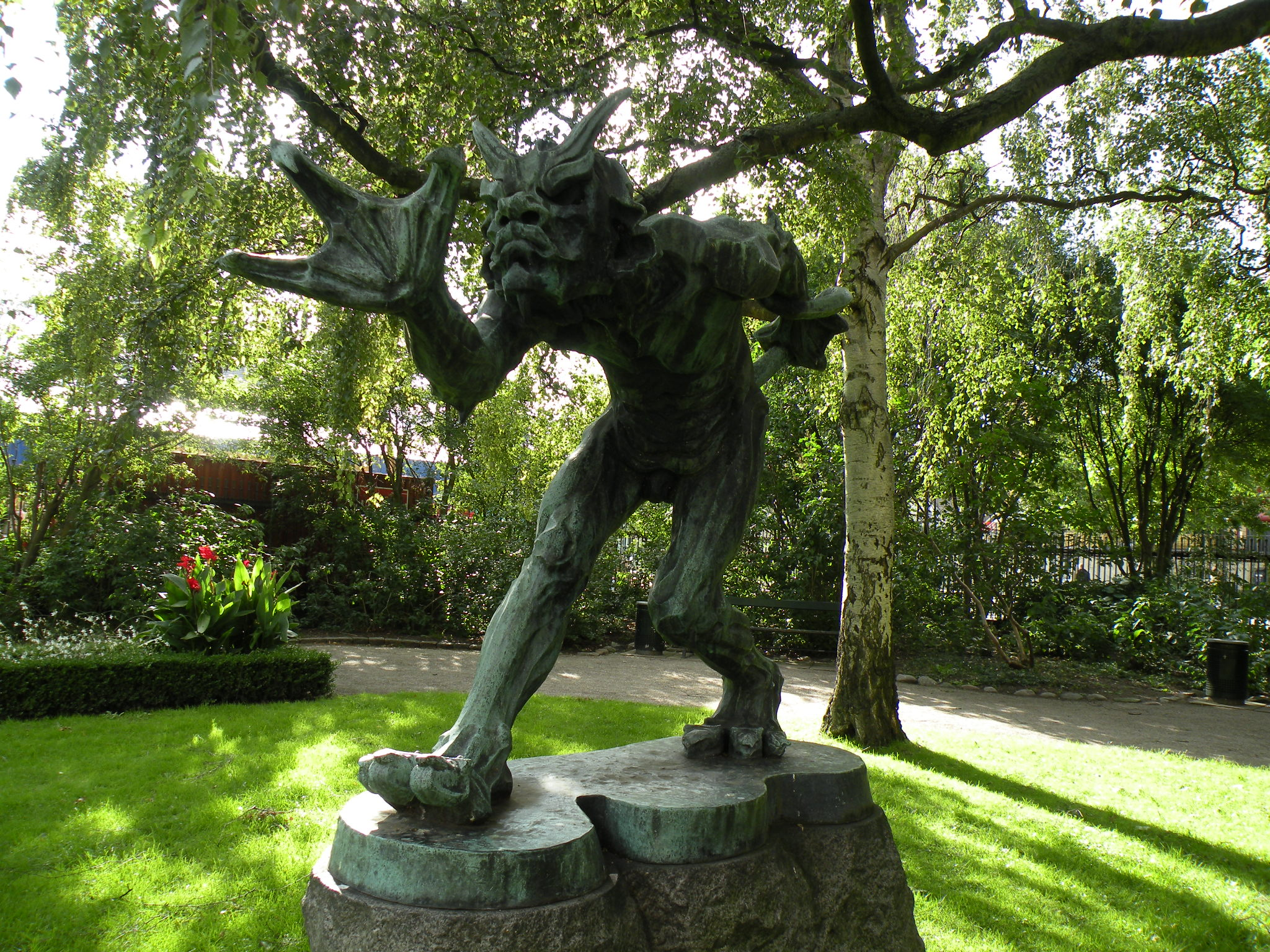
Trold, der vejrer kristenblod au Ny Carlsberg Glyptotek

Niels Hansen Jacobsen est né et a grandi dans une ferme à Vejen. Il est le fils de Carl Peter Jacobsen (1819-1903) et Anna Kirstine Hansen (1822-91). Il fréquente l'Académie royale des beaux-arts du Danemark de Copenhague de 1884 à 1888. Il y suit les cours de dessin de Frederik Vermehren et Carl Heinrich Bloch, tandis que le sculpteur Theobald Stein lui enseigne l'anatomie et Vilhelm Bissen la sculpture d’après modèle.
Il fait ses débuts à l'exposition de printemps de Charlottenborg en 1889. Il y reçoit la médaille Eckersberg et une bourse qui lui permet de voyager en Allemagne, en Italie et en France en 1891. En 1892, il s'installe à Paris avec son épouse, artiste elle aussi, Anna Gabriele Rohde; ils vivent à la Cité fleurie. À partir du milieu des années 1890, il commence à produire des œuvres en grès. En 1902, après la mort de son épouse, il retourne au Danemark. Dans les années qui suivent, il produit de nombreuses pierres tombales et des monuments funéraires.
En 1913, Hansen Jacobsen se fait construire un studio à Skibelund Krat près d'Askov. En 1924, un musée, construit sur le site de son lieu de naissance, est dédié aux œuvres de Hansen Jacobsen, le Vejen Kunstmuseum.

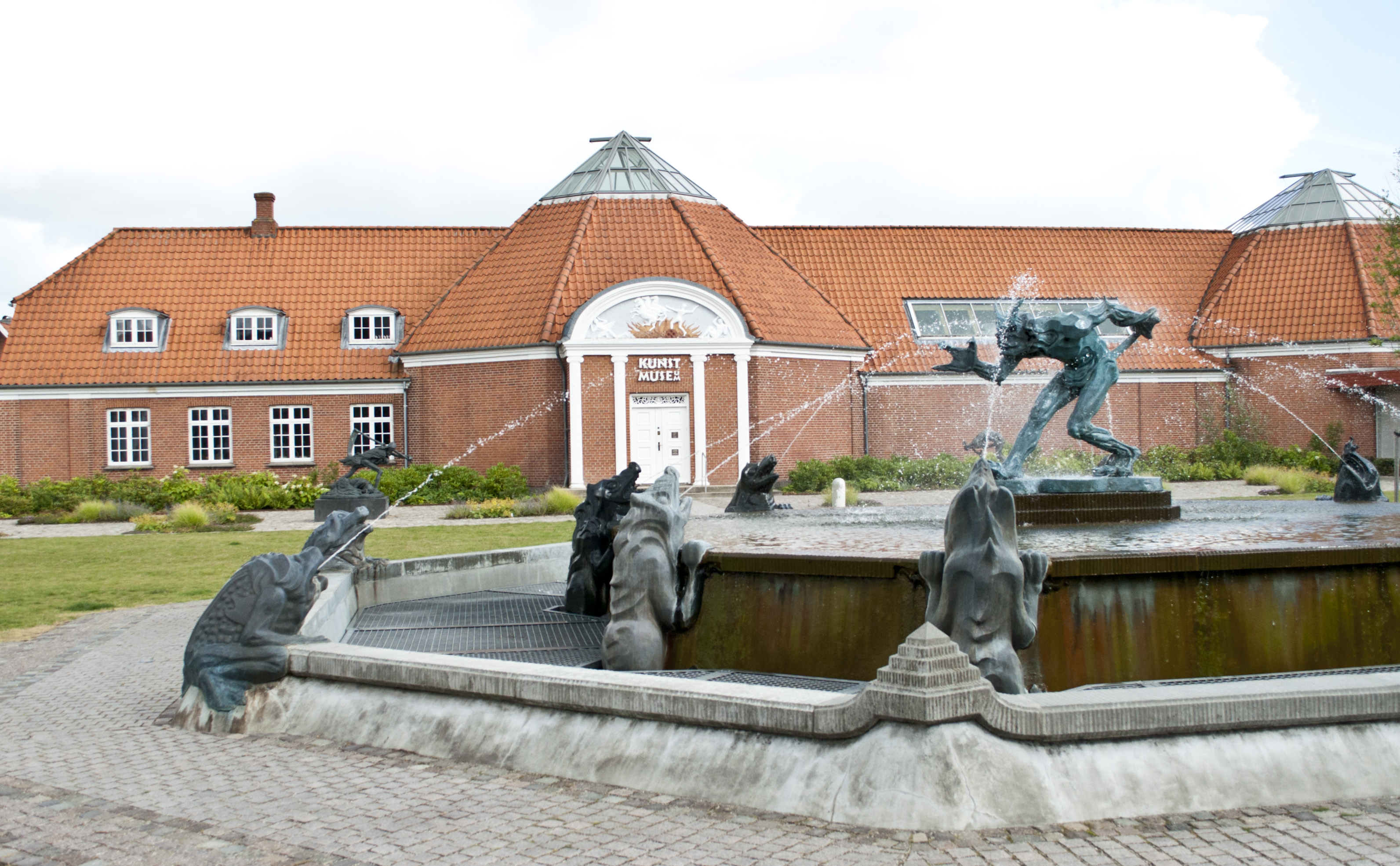
Vejen Kunstmuseum.

## Œuvre
Niels Hansen Jacobsen aborde des thèmes existentiels tels que la liberté et le temps à travers une grande partie de ses sculptures. Avec ses sculptures imaginatives et étrangement symboliques, il donne forme à des phénomènes abstraits tels que la mort, la nuit et l'ombre.

## Vie privée
En 1891, il épouse Anna Gabriele Rohde (1862-1902). En 1908, il épouse Kaja Jørgensen (1882-1928). En 1936, il reçoit la médaille Thorvaldsen. Il décède en 1941 et est enterré à l'église de Vejen.

## Galerie

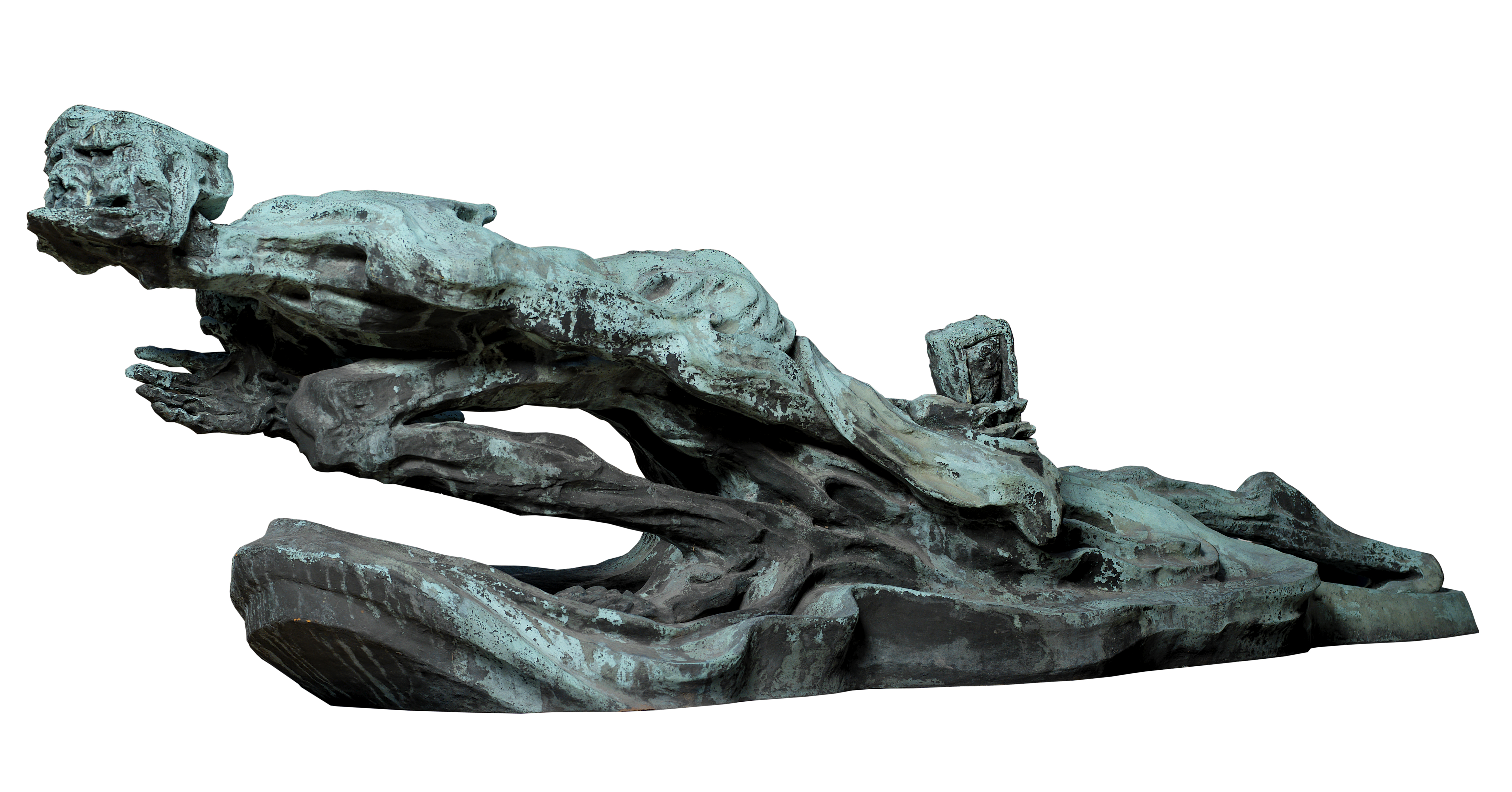
L'ombre (1897-98)
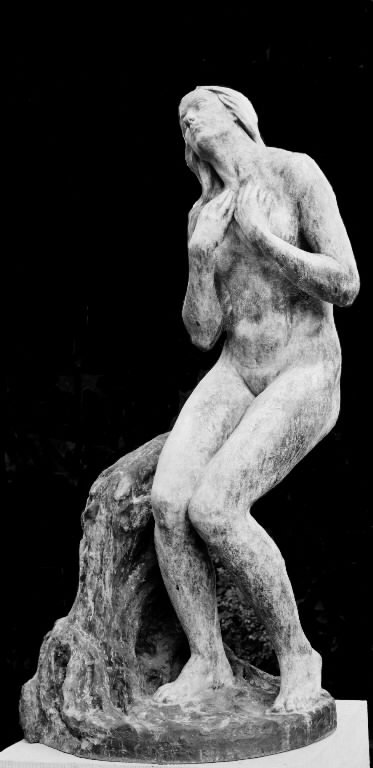
Dryaden (1918)
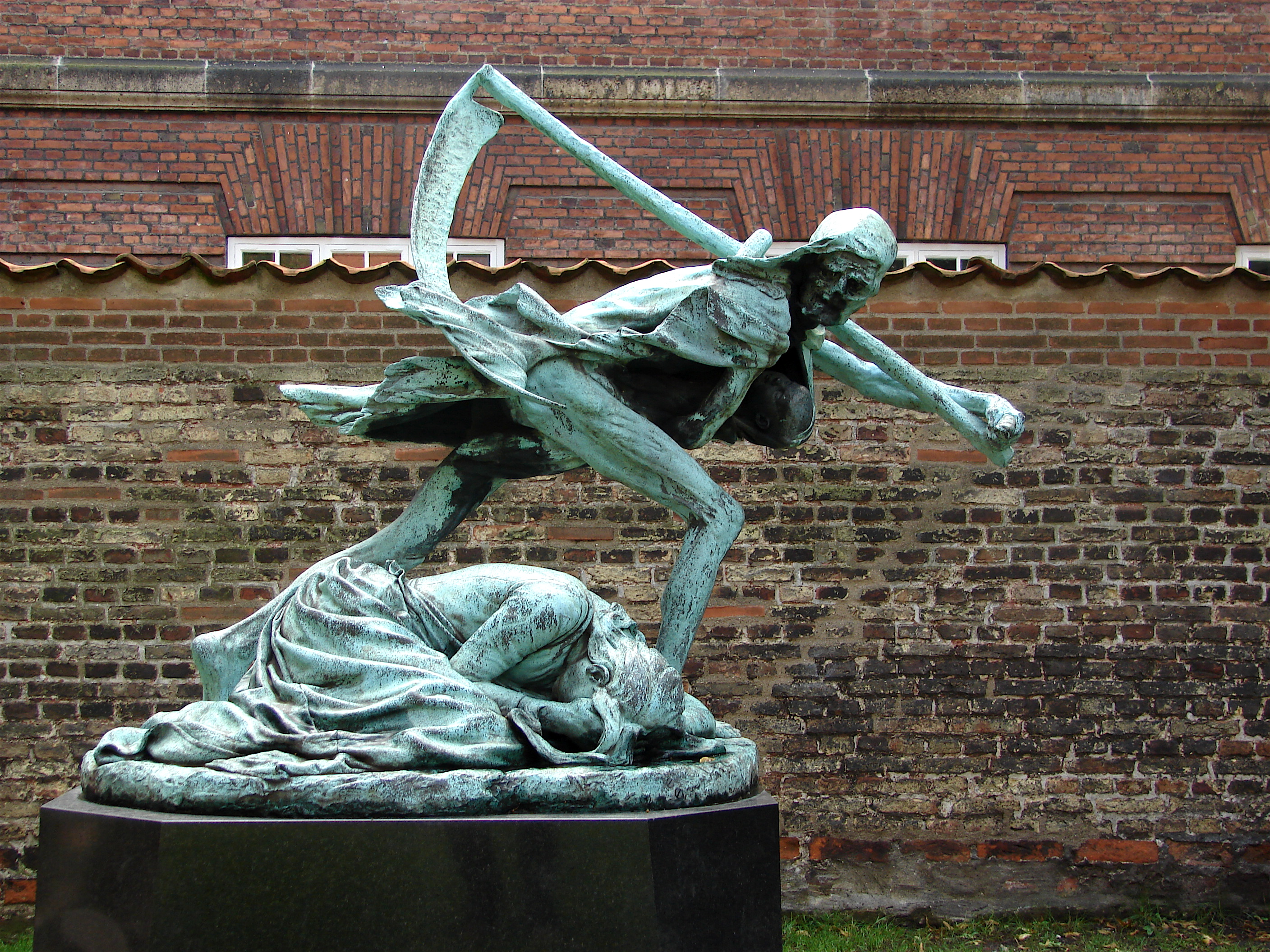
Døden og moderen (1892)